# Gradient hydrauliczny
Gradient hydrauliczny – pojęcie z zakresu hydrodynamiki podziemnej, hydrogeologii i hydrologii, oznaczające stosunek różnicy wysokości wody gruntowej do długości jej przepływu. Pojęcie to umożliwia między innymi wyznaczenie prędkości przepływu wody gruntowej na danym obszarze. Gradient hydrauliczny jest uogólnieniem spadku hydraulicznego.